# Lasiocampinae

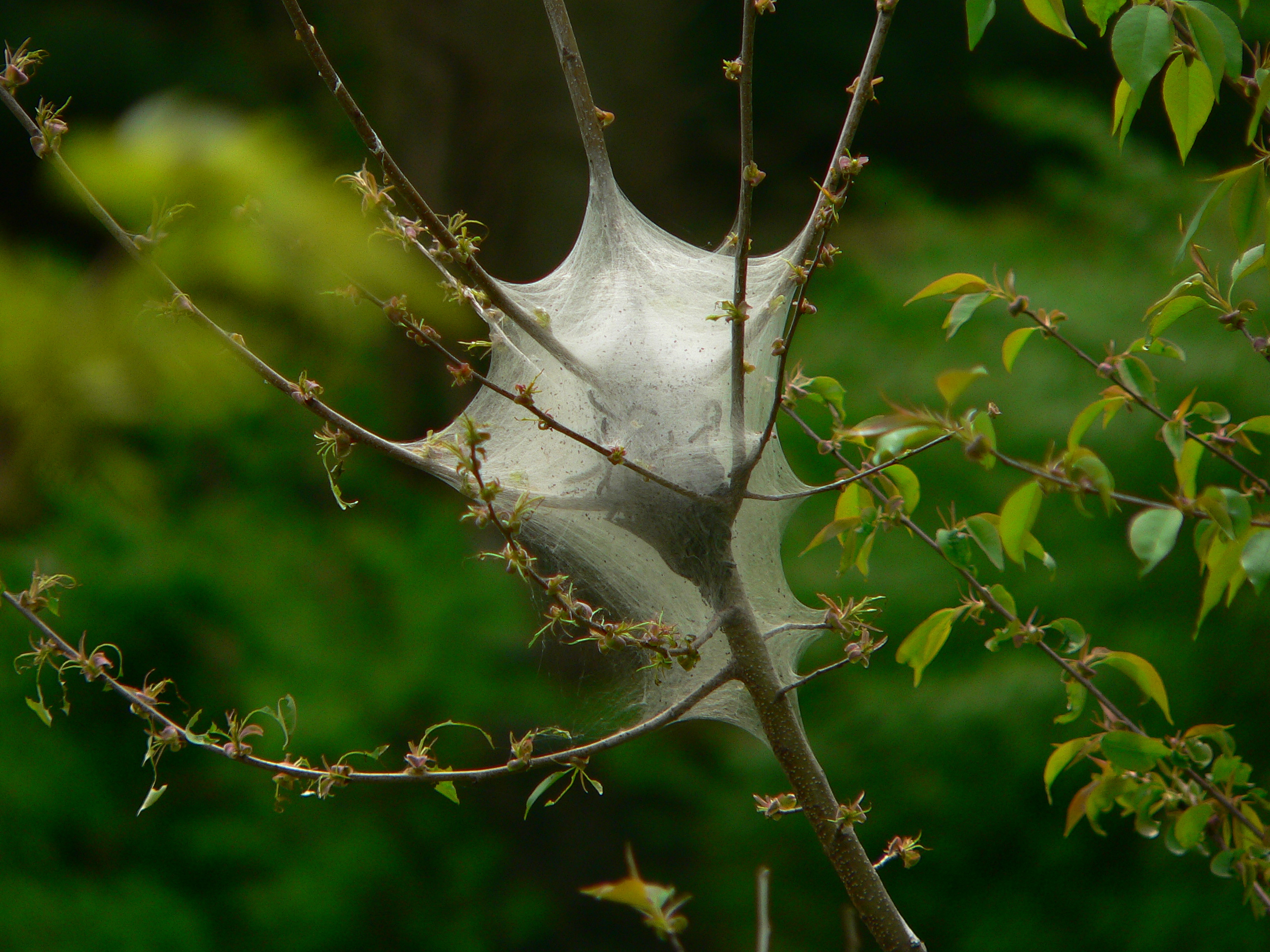
Orugas de Malacosoma americana en su "tienda" de seda

Los lasiocampinos (Lasiocampinae) son una subfamilia de lepidópteros ditrisios de la  familia Lasiocampidae.

## Géneros
Se reconocen los siguientes:
- Amurilla
- Amydona
- Anadiasa
- Arguda
- Baodera
- Beralade
- Beriola
- Bombycopsis
- Borocera
- Braura
- Cerberolebeda
- Cheligium
- Chonopla
- Chrysopsyche
- Cleopatrina
- Closterothrix
- Cosmeptera
- Cyclophragma
- Digglesia
- Eriogaster
- Estigena
- Eteinopla
- Euphorea
- Euthrix
- Eutricha
- Gastroplakaeis
- Gloveria
- Gonometa
- Grellada
- Gufria
- Kunugia
- Lasiocampa
- Lasiocesa
- Lebeda
- Lechriolepis
- Leipoxais
- Macrocampa
- Macrothylacia
- Malacosoma
- Muzunguja
- Nadiasa
- Notogroma
- Pachymeta
- Pachymetana
- Pachyna
- Pachytrina
- Pallastica
- Philotherma
- Philudoria
- Phoenicladocera
- Porela
- Prorifrons
- Pseudometa
- Sena
- Seydelora
- Sophyrita
- Symphyta
- Syrastrenopsis
- Taragama
- Trabala
- Zolotuhinia